# The Historical Register for the Year 1736
The Historical Register for the Year 1736 "Historyczny Rejestr roku 1736" – dzieło sceniczne napisane i wydane przez Henry’ego Fieldinga w 1737 roku. Sztuka ośmieszała politykę ówczesnego rządu brytyjskiego, szczególnie zaś pacyfizm i pojednawczą postawę wobec agresywnych kroków hiszpańskich. reprezentowany przez premiera Roberta Walpole’a. Fielding krytykował też korupcję stosowaną przez premiera do kontrolowania Izby Gmin. Robert Walpole w reakcji na dzieło wprowadził cenzurę teatralną (Stage Licensing Act lub Theatrical Licensing Act), która obowiązywała aż do początków XX wieku.